# Ralph Messac
Ralph Boris Messac (* 8. September 1924 in Versailles; † 18. April 1999 in Paris) war ein französischer  Journalist, Schriftsteller und Rechtsanwalt. Er war Vorsitzender des Syndicat national des journalistes (SNJ) und der Union nationale des syndicats de journalistes (UNSJ; Nationaler Verband der Journalistengewerkschaften).

## Familie und Beruf
Ralph Messac war nach Serge (* 1921) der zweite Sohn von Régis Messac, Professor an der Universität Montreal, und dessen Frau Germaine Desvachez (1902–1989). 1945 verlor er seinen Vater, der als Mitglied der Résistance in einem deutschen Konzentrationslager ermordet wurde. Ralph beteiligte sich ebenfalls an den Aktivitäten der Résistance und besuchte zeitgleich die Gymnasien zunächst von Montpellier, dann in Coutances, bevor er an die Pariser Rechtsfakultät wechselte und dort seinen Abschluss in Jura machte.
An den Collèges Chaptal und Jean-Baptiste-Say in Paris war er Aufsichtslehrer und begann unter dem Pseudonym «L’Ecornifleur» als politischer Journalist und literarischer Essayist für Le Populaire (1944–1951), Franc-Tireur (1952–1954) und schließlich für L’Information (1955–1956) zu arbeiten. 1957 wechselte er von den Printmedien zum Radio und blieb zwanzig Jahre lang in Paris bei Europe 1, einem Sender, der äußerst beliebt war und zu dieser Zeit die größte Reichweite seiner Existenz hatte. Es wurde vom Saarland aus gesendet und er galt in Frankreich als Piratensender.
Ralph Messac war um den Status der freien Journalisten besorgt, die zu dieser Zeit keine Presseausweise bekommen konnten und sozial nicht abgesichert waren. Um sich für diese Personengruppe besser einsetzen zu können, war er seit 1953 gewerkschaftlich aktiv. Erst 30 Jahre später sollte der Schutz der Journalisten vom Verwaltungsgericht in Gesetzesform endgültig verabschiedet werden.
Als Mitglied des Syndicat national des journalistes (SNJ) wurde er 1963 zum Generalsekretär und 1968 zum Präsidenten der SNJ gewählt, ein Amt, das er vier Jahre lang ausübte. 1970 wurde er Präsident der Union nationale des syndicats de journalistes (UNSJ), eine Position, die er nur ein Jahr lang innehatte. 1975 wurde er SNJ-Delegierter für internationale Angelegenheiten, der direkt dem Vorstand der SJU unterstand, und gleichzeitig Vizepräsident der Kommission für Presseausweise für Berufsjournalisten, Verwalter des Centre de formation des journalistes (CFJ, Ausbildungszentrums für Journalisten) in Paris sowie Arbeitsrichter (1969–1976).

## Schriftstellerei und Privates

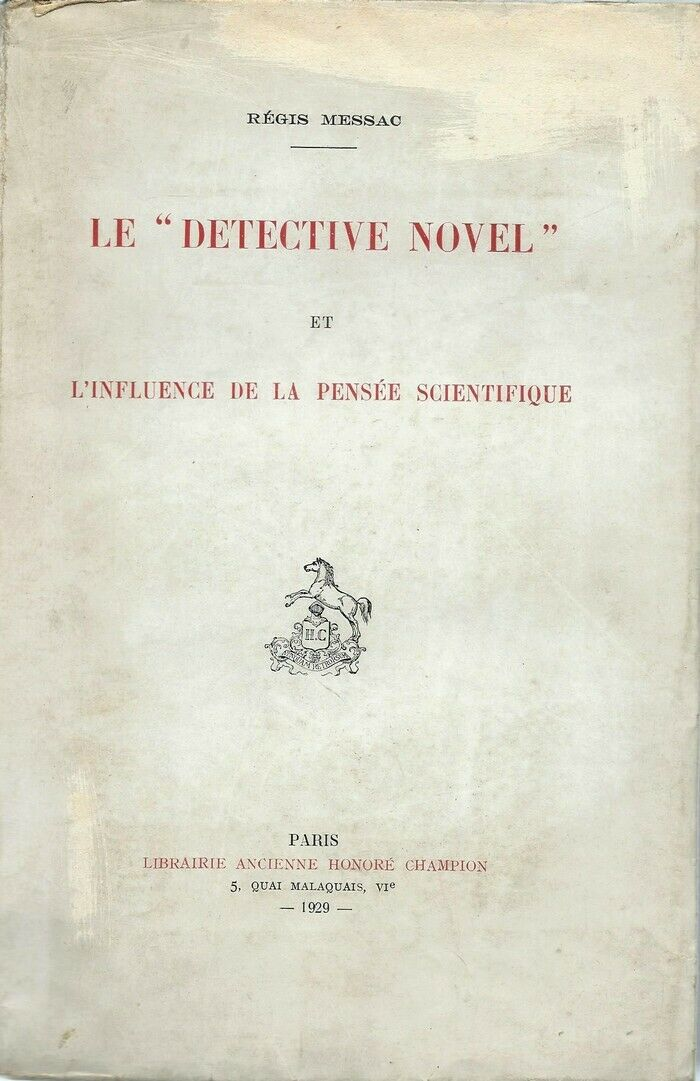
Le «Detective Novel» et l’influence de la pensée scientifique, Paris 1929.

Wie sein Vater – der mit Le «Detective Novel» et l'influence de la pensée scientifique zu diesem Thema seine Dissertation verfasste und bei Éditions Honoré Champion verlegte – hatte Ralph Messac ein Faible für Kriminal- und Spionageliteratur. Hohes Ansehen hatten für ihn vor allem Alphonse Allais, dem er mehrere Bände widmete, und Georges Simenon, aber auch Maupassant, Barbey d’Aurevilly und andere, für die er in verschiedenen Jurys für Literaturpreise saß, insbesondere für Science-Fiction.
In seinen späten Berufsjahren 1977 bis 1992 war er Anwalt für Sozialrecht und für Presseangelegenheiten. Zusammen mit seiner Frau Marie-Odette Poullain (1922–2017) – die sich in den 1970er Jahren scheiden ließ – hatte er einen Sohn und eine Tochter. Sein Grab befindet sich auf dem Friedhof von Coutances.

## Bibliothek
Messac besaß eine umfangreiche Privatbibliothek kriminalliterarischer Fachliteratur, darunter die 1929 eingereichte Dissertation seines Vaters Régis, die er mit handschriftlichen Anmerkungen versehen hatte. Diese Arbeit gilt als die erste wissenschaftliche Studie in diesem Fachbereich. Kern dieser Buchsammlung ist seine Arbeitsbibliothek, die Originalausgaben von angelsächsischen Romanen enthält, die meist nicht in französischer Übersetzung vorlagen oder immer noch nicht vorliegen, sowie viele Ausgaben von Pulp-Magazinen. Namentlich gehören vollständig Detective Weekly und Flynn’s Weekly sowie 144 Hefte von Sexton Blake dazu. Insgesamt handelt es sich um über 8000 Einheiten, die er 1984 der Bilipo, eine staatliche, auf Kriminalliteratur spezialisierte Pariser Einrichtung, vermachte. In den folgenden 10 Jahren leistete er weiterhin unregelmäßig weitere Buchspenden zu diesem Konvolut.

## Werke
- Autour du chat noir, Anthologie über Alphonse Allais; in Zusammenarbeit mit Anatole Jakovsky, Les 4 jeudis, 1955.
- Loufoc House, Les Éditions françaises, 1957.
- Georges Simenon « romancier-nez », über Georges Simenon unter Leitung von Francis Lacassin, Plon, 1973.
- Calembour, Éditions du Fourneau, 1982.
- Contredanse pour même chanteur, in Zusammenarbeit mit Léo Malet, Bouquins Laffont, 1985.
- Le gang des voleurs de joujoux, in: Contes noirs de fin de siècle, Fleuve noir, 1999.
- Correspondance, 1920–1940, kommentierte Ausgabe zum Schriftverkehr zwischen Max Jacob und Edmond-Marie Poullain, herausgg. von Olivier Messac, Ex Nihilo, 2015